# Гражданская улица (Чебоксары)
Гражда́нская у́лица — улица в Юго-Западном микрорайоне города Чебоксары Чувашской Республики.

## Здания и сооружения
- № 7 — Электротехнический завод

Храм «Взыскание погибших» на Гражданской улице

- № 19 — Ритуальный зал и ритуальные услуги
- № 50 — Чебоксарский электротехникум связи
- № 54 — Музыкальный лицей-интернат им. Г. Лебедева
- № 75, 77 — Литейно-механический завод
- № 85 — Чебоксарский филиал Московского гуманитарно-экономического университета
- № 99 — Храм «Взыскание погибших»
- № 133 — Автостанция «Юго-западная»

## Транспорт
- Автобус № 26, 33
- Троллейбус № 11, 17

## Смежные улицы
- Улица Академика Королёва
- Улица Эльменя
- Улица Энтузиастов
- Улица Юлиуса Фучика